# Bonne nuit les petits
Bonne nuit les petits est une série télévisée française en noir et blanc pour la jeunesse, créée par Claude Laydu et son épouse Christine. Elle est diffusée à partir du 10 décembre 1962 sur RTF Télévision, puis sur la première chaîne de l'ORTF en début de soirée vers 19 h 20. Un total de 568 épisodes de cinq minutes a été réalisé entre 1962 et 1973 ainsi que cinq émissions spéciales.
Une troisième série, intitulée Nounours, de 78 épisodes de cinq minutes en couleur est diffusée à partir du 23 février 1976 sur TF1. Une quatrième série de 203 épisodes de trois minutes en couleur est enfin diffusée à partir du 25 décembre 1994 sur France 2 juste avant le journal de 20 heures, puis juste avant l’émission d’avant-soirée Studio Gabriel jusqu'en janvier 1997. Elle a été rediffusée depuis sur France 3 (1995-1998), Canal J (1997-2000), France 5 (2002-2003), Monté-Carlo TMC (1997-2003), TiJi, La chaîne du Père Noël (2000-2013) et Boomerang (2003-2008).
En Belgique, elle a été diffusée sur RTL-TVI juste avant le journal de 19 heures, de la fin du mois d'octobre 1994 jusqu'en 1998.
RTL TV a diffusé les premiers épisodes au Luxembourg et en Lorraine de fin octobre 1994 jusqu'au 22 janvier 1995.

## Synopsis
Un ours (Gros Ours, puis Nounours) rend visite à deux enfants chaque soir avant leur coucher. Il s'enquiert de leur journée, de leurs soucis ou leur raconte une histoire et, avant de regagner son nuage, leur dit « Bonne nuit les petits, faites de beaux rêves ! » alors qu'une poignée de sable doré tombe en pluie sur les enfants endormis. L'ours repart sur un petit nuage au son d'une mélodie jouée au pipeau par Ulysse, le Marchand de sable.

### Première saison (décembre 1962 - juillet 1963)
Gros Ours, conduit par Ulysse le marchand de sable sur un nuage, rend visite à P'tit Louis et Mirabelle dans leur pavillon et parle un peu avec eux avant de remonter sur son nuage d'où le Marchand de sable lance la poussière dorée qui leur procure le sommeil.

### Deuxième saison (octobre 1963 - décembre 1973)
De nouveaux enfants, habitant cette fois-ci en appartement et nommés Nicolas et Pimprenelle, remplacent P'tit Louis et Mirabelle. Gros Ours est rebaptisé Nounours. Les marionnettes sont affinées : le visage du Marchand de sable, initialement émacié, est complètement retravaillé et devient plus rond.
À partir de septembre 1964, Nounours est doté de trois neveux, que l'on découvre épisodiquement : Rémi, Toto et Fanfan, par référence aux trois lettres du sigle de la RTF. Lorsque le sigle devient ORTF, un autre neveu apparaît le 25 décembre 1964 : Oscar. D'autres personnages rejoignent également la troupe : Cornichon le petit gitan (octobre 1964), Julietta la chouette (février 1965), Dada le cheval (octobre 1966) et Pépita (décembre 1966),.
La musique, le nuage et les séquences de l'échelle et de la poudre de sommeil restent en revanche inchangés.

### Troisième saison (1976)
Après sa déprogrammation de l'ORTF en 1973, Bonne nuit les petits revient sur TF1 en 1976, après l'arbre de Noël à l'Élysée sur l'invitation du président m Valéry Giscard d'Estaing le 19 décembre 1974.
Nounours habite avec sa sœur Émilia et son neveu Oscar dans la « grotte aux Ours », en haute montagne. Tous trois sont aux prises avec des marmottes turbulentes, Trotte, Tricotte et leurs enfants Pouet-Pouet et Gline-Gline.

### Histoires sur répondeur (1992-1995)
Afin de relancer la série, Claude Laydu teste ses nouvelles histoires sur audiotel. Le succès de cette opération permettra à la quatrième saison, qui sera en vidéo et en couleurs, de voir le jour.

### Quatrième saison (décembre 1994 - janvier 1997)
La série renoue avec les origines en retrouvant Nicolas, Pimprenelle et le Marchand de Sable. À l'exception de Claude Laydu (le Marchand de Sable) et de Linette Lemercier (Oscar), les autres personnages ont de nouvelles voix. Pascal Renwick remplace ainsi Jean Martinelli, décédé en 1983.

## Production

### Développement
C'est en 1960, en regardant la Deutscher Fernsehfunk, la télévision est-allemande, que Claude Laydu trouve son inspiration. Un feuilleton, Das Sandmännchen (« Le petit marchand de sable »), y est diffusé en soirée, mettant en scène une marionnette et deux fillettes (dont la future Nina Hagen),,.
De retour en France, il conçoit avec son épouse Christine, qui fabrique notamment la marionnette de Nounours, une série destinée aux jeunes enfants, dont l'objectif est de créer — comme son modèle allemand — une sorte de coupure leur indiquant qu'il est temps d'aller au lit avant que leurs parents ne regardent le journal télévisé.
Fin 1961, Claude Laydu produit deux pilotes qu'il propose à la RTF, qui commande douze émissions pour Noël 1962. La série — dont Claude Laydu est à la fois l'auteur et le producteur — rencontre un grand succès en France, en Belgique et aux Pays-Bas et connaît plusieurs séries (1962-1973, 1976, 1995-1997). Elle engendre parallèlement de nombreux produits dérivés (disques, journal, cassettes VHS, DVD…) au fil des ans.

### Fiche technique
- Titre : Bonne nuit les petits
- Réalisation : Jacques Samyn (1962)[13], Michel Manini (1963-1997) et l'épisode anniversaire 50 ans (2012). Ce dernier meurt le 13 août 2023 à 86 ans[14].
- Décors : Monique Daumières (1962-63), Minou Laborie (1963-1973)
- Photographie : Patrick Decharte (1994-1997)
- Montage : Laurent Gigon (1994-1997)
- Musique :
  - Générique de début : Dunmow Flitch (folklore gallois qui fait allusion à une tradition de Great Dunmow dans l'Essex en Angleterre[15]) par le Quatuor Syrinx[16]
  - Générique de fin : Que ne suis-je la fougère attribué à Pergolèse ou à Albanèse, arrangé par Jean-Michel Defaye
  - Chansons : musique de Jean-Michel Defaye (1963-1976), Les Sipolo (1976), Christophe Boulanger (1994) et Régis Ducatillon (1994)[17], paroles de Victor Villien et Claude Laydu (1963-1973), Claude Laydu et Yves Lecordier (1994).

## Personnages

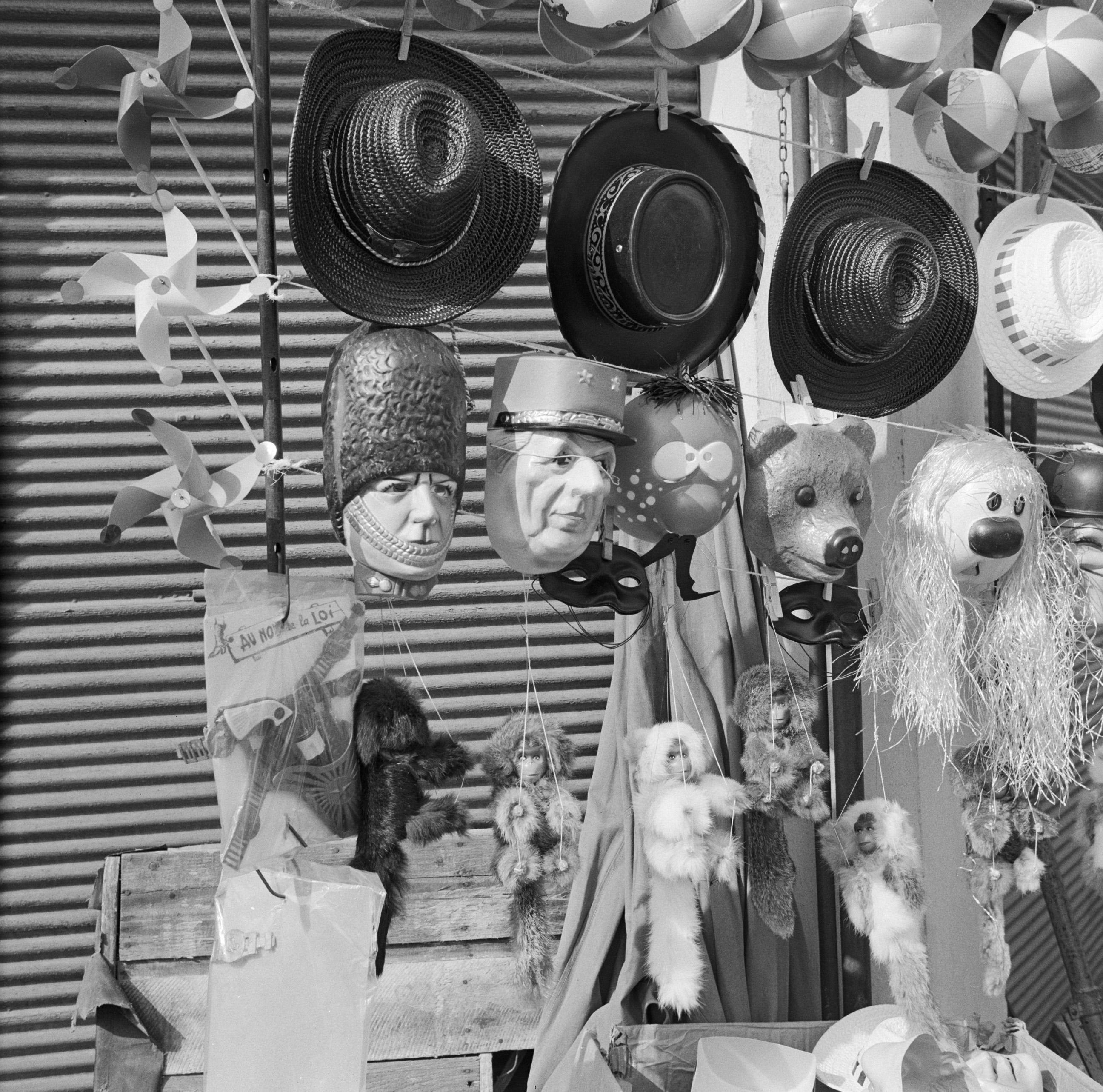
Masque ressemblant à Nounours, avant-dernier à droite (1965).

- Nicolas : est le frère de Pimprenelle, il a les cheveux roux et courts, un pyjama blanc avec des rayures bleues.
- Pimprenelle : est la sœur de Nicolas, elle a les cheveux blancs, une chemise de nuit blanche avec des rayures rouges et roses et un ruban rouge.
- Oscar : est le neveu de Nounours. Il a de la fourrure blanche avec des taches marron.
- Nounours : est l'oncle d'Oscar. Conduit sur un nuage par Ulysse le Marchand de Sable, il rend visite à Nicolas et Pimprenelle. Il a une fourrure marron clair.
- Ulysse : est le nom du Marchand de Sable, alias « Patron ». Il conduit le nuage, il jette une poignée de sable doré qui tombe en pluie sur les enfants endormis, en jouant une mélodie au pipeau. Il a les cheveux roux et courts, il porte un costume vert avec un foulard doré et son pipeau rouge et vert.

## Distribution

### Première saison (1962)
- Georges Aubert : Gros Ours (voix)
- Claude Laydu : Ulysse, le Marchand de Sable (voix)
- Marionnettistes : Jean Roche, Colette Roche

### Deuxième saison (1963-1973)
- Jean Martinelli : Nounours (voix)
- Monique Messine : Nicolas (voix)
- Martine Merri : Pimprenelle (voix)
- Claude Laydu : Ulysse, le Marchand de Sable (voix)
- Rosine Favey : Cornichon (voix)
- Linette Lemercier : Oscar (voix)
- Sacha Pitoëff : Dada (voix)
- Marionnettistes : Gilbert Chalvet, André Roggers (Pimprenelle), René Tarabo, Jeanine Duroc (Nounours), Michel Hellas (Nicolas), Robert Desarthis (Cornichon) et Jean Villiers

### Troisième saison (1976)
- Linette Lemercier : Oscar (voix)
- Roger Carel : les marmottes (voix)
- Marionnettistes : Jeanine Duroc, André Roggers, Marcel Ledun, Ariel Devil (Liliane Petitpas)

### Histoires sur répondeur (1992-1994)
- Henri Virlogeux puis Pascal Renwick : Nounours (voix)
- Brigitte Lecordier : Nicolas (voix)
- Barbara Tissier : Pimprenelle (voix)
- Claude Laydu : Ulysse, le Marchand de Sable (voix)

### Quatrième saison (1994-1997)
- Pascal Renwick : Nounours (voix)
- Brigitte Lecordier : Nicolas (voix)
- Barbara Tissier : Pimprenelle (voix)
- Linette Lemercier : Oscar / Caramelle (voix)
- Claude Laydu : Ulysse, le Marchand de Sable (voix)
- Marionnettistes : Jeanine Duroc, Jean Godement (Nounours), André Roggers (Pimprenelle), Monique Fournier (Oscar), Marcel Ledun, Pascale Warein (Nicolas) et Didier Vanhecke

## Épisodes

### Première saison (65 épisodes)
1. Les Amis de tous les enfants du monde
2. Gros Ours revient de voyage
3. Le Cirque
4. Gros Ours passe par la cheminée
5. En attendant le Père Noël
6. Picorette la poule blanche
7. Des fleurs pour le Père Noël
8. La Lettre au Père Noël
9. La Bûche de Noël
10. Le Sapin de Noël
11. Jacquot et le Haricot
12. La Crèche
13. Le Collier de fleurs
14. Photos de voyage
15. Le Poisson rouge
16. Des coquillages pour Oscar
17. Jeu de l'anneau
18. Gros Ours chez le coiffeur
19. La Ronde
20. En attendant le Carnaval
21. Le Carnaval
22. Un petit crocus
23. Le Parachute
24. Les Devinettes
25. En classe
26. Le Télégramme
27. Histoire de monsieur Carnaval
28. En voiture
29. Le Coffre aux merveilles
30. Théâtre et Chansons
31. Le Portrait de Gros Ours
32. Histoire du petit bourdon qui voulait aller dans une étoile
33. Le Poisson d'avril
34. Le Chocolat
35. Le Sable fin
36. Colin-maillard 2
37. Gros Ours facteur
38. À la campagne
39. Petit Louis a les oreillons
40. Améthyste et la Balançoire
41. Les Gourmands
42. La Soupe
43. Départ en vacances
44. L'Œuf de Pâques
45. Gros Ours part en voyage
46. Gros Ours revient de voyage
47. Gros Ours a les oreillons
48. La Petite Souris
49. La petite souris est-elle passée ?
50. Cache-cache
51. Un beau chapeau
52. La Colombe blanche
53. Colomba
54. Ronde : J'ai des pommes à vendre
55. Une partie de cartes
56. La Belette qui avait perdu ses lunettes
57. Un nouveau jeu, pigeon volé
58. Les Ballons
59. Minet le Cosmonaute
60. Le Voyage sur la Lune
61. Petit Louis chauffeur d'autobus
62. Une belle surprise des fraises
63. Le Zoo
64. La Fête des Pères
65. Avant les vacances

### Deuxième saison (145 épisodes)
1. Nounours arrive
2. La Ronde du rosier
3. Chaud et froid
4. Étoile filante cassée
5. Étoile filante réparée
6. Capitaine Troy
7. Chanson : Fermons bien les paupières
8. Histoire du petit poisson rouge
9. Escargot feuillage
10. Nicolas et Pimprenelle font des confitures
11. Nounours a mal aux dents
12. Le Facteur
13. Départ pour la Chine
14. Retour de Chine
15. Histoire : Yang Chu Chu et Hi Han
16. Pimprenelle est guérie
17. Jeu de la balle
18. Nicolas et Pimprenelle sont allés au cirque
19. Enfants méchants
20. Histoire : Yang Chu Chu et les Cerises
21. Jeu de l'anneau
22. Soupe aux poireaux
23. Jeu du 421
24. Chanson pom pom
25. La Souris blanche
26. Départ et chapeau melon pour Nounours
27. Retour de Nounours et distribution de cadeaux
28. Châtaignes grillées
29. Lettre aux oursons
30. Yan Chu Chu
31. Les Marrons glacés
32. La Ronde du rosier et chanson de Nounours
33. Nounours enrhumé
34. Noël : Sapin et Oursons
35. Noël : Cheveux d'ange
36. Les Cadeaux de Noël
37. Les oursons ont des puces
38. La Toilette des oursons
39. Toto ne mange pas sa soupe
40. Oursons diables
41. La Tirelire
42. Cadeaux, Étrennes et Plumes
43. Chanson Hully-Gully et départ
44. Retour et Cadeaux
45. Pimprenelle s'est cachée
46. Les Recettes de Nounours
47. Philibert le hamster
48. Des crêpes
49. Jeu : Colin-maillard no 1
50. Nounours chez le coiffeur
51. Nicolas et Pimprenelle cirent leurs chaussures
52. Histoire : Le Jardin de Yang Chu Chu
53. Nicolas et Pimprenelle cachent l'échelle
54. La Fête de Nounours
55. Nounours prépare un cocktail
56. Devinettes
57. Histoire : L'hiver de Yang Chu Chu et Hi Han
58. Nounours facteur
59. Voyage au Mexique
60. Le Retour de Nounours
61. Nounours aux Antilles
62. Nounours bricoleur
63. Nicolas et Pimprenelle regardent le journal
64. Jeu : Pigeon vole
65. Nounours fait du shopping
66. Chanson : La Petite Élise qui veut qu'on la frise
67. Nounours joue les hommes volants
68. Histoire d'améthyste
69. Nounours au cirque
70. Nicolas et Pimprenelle se disputent
71. Les Pâques de Nicolas et Pimprenelle
72. Trois petits canards
73. Histoire : Yang Chu Chu et le Cerf-volant
74. Rémi, Toto et Fanfan ont les oreillons
75. La Convalescence des enfants
76. Les oursons sont guéris
77. Salut les copains
78. Le Départ des oursons
79. Nounours revient
80. Nicolas et Pimprenelle jouent du pipeau
81. Soupe à l'oignon
82. Pimprenelle ne veut pas de soupe
83. Nounours et les Chardons
84. Dispute dans la salle de bain
85. Histoire : Yang Chu Chu et les Nids d'hirondelles
86. Le Concert
87. Nounours et le Marchand de sable partent en voyage
88. Le Retour
89. La Dent de Pimprenelle
90. La petite souris est passée
91. Concert : Monsieur Dumollet
92. Histoire : Yang Chu Chu et le Poisson volant
93. La Fête des mères
94. Nounours répare la fenêtre
95. Le Vent et le Chapeau
96. Les Virtuoses
97. La Fête des pères
98. Nicolas et Pimprenelle conducteurs
99. Chanson : Dodo l'enfant do
100. Histoire : Yang Chu Chu et le Bateau
101. La Chasse aux papillons
102. Les Avions
103. Histoire de Dialo
104. Retour d'Afrique
105. Leçon de danse africaine
106. La Tortue
107. Le Nom de la tortue
108. Nicolas et Pimprenelle font leurs devoirs
109. La Chanson de Nounours
110. Le Gâteau de Dialo
111. Concert de pipeaux
112. Dansons le quadrille
113. La Chanson du retour
114. Les Bonbons
115. Nounours a envie de danser
116. Ce soir on danse
117. Histoire de Cornichon
118. Les Concertistes
119. Chanson : La Trompette qu'on entend
120. Carillon de Dunkerque
121. La Vaisselle
122. Nounours se déguise
123. Nounours part en voyage
124. Deux chansons
125. Histoire : Cornichon vend de la laine
126. Nounours maître à danser
127. Histoire de Cornichon : L'Oiseau
128. Nounours voit double
129. L'Arrivée de Toto, Rémi et Fanfan
130. Le ménage
131. Toto joue avec les clefs
132. Les oursons font leurs devoirs
133. Les oursons mettent de l'ordre
134. Fanfare militaire
135. Rémi, Toto et Fanfan vont avoir un petit frère
136. Nounours tricote
137. Pimprenelle pâtissière
138. Nounours collectionneur
139. Nicolas et Pimprenelle préparent Noël
140. Jouets de Noël
141. Histoire : Cornichon à la plage
142. Nounours a mal à la gorge
143. Histoire : Cornichon marin
144. Nounours boxeur
145. Nounours fait le bébé

### Troisième saison (78 épisodes)
1. Oscar se cache
2. Le Gâteau de carottes
3. Nounours a sommeil
4. Oscar et les Marmottes
5. J'ai du bon tabac
6. Oscar ne veut pas manger sa soupe
7. Le Bon Chocolat
8. Les petites marmottes dorment
9. Pirouette a des puces
10. Grand-maman ours est de sortie
11. Nounours a mauvaise mine
12. Les Peignes
13. Les Violettes
14. Cache-cache
15. Bonne fête Émilia
16. Les Gros Mots
17. Oscar barricade l'entrée de la grotte
18. La Grotte des ballons
19. Les marmottes quittent la grotte
20. Les Oreillons
21. Le Lit-bateau
22. La Grotte ménagerie
23. La Pelote de laine
24. Les chapeaux, c'est rigolo
25. Nounours fait de la gymnastique
26. Le Jeu du silence
27. L'Orage
28. Quand les ours sortent, les marmottes dansent
29. Pirouette a un petit ennui
30. À la toilette
31. Nounours triche aux cartes
32. La Ficelle
33. Trotte fait la cour à Tricotte
34. Les Devinettes
35. La Jazzo-flûte
36. Pirouette a le hoquet
37. Ma maman ne m'aime pas
38. La Comptine des marmottes
39. Les Mystères de Nounours
40. Concert en famille
41. Pirouette apprend à compter
42. Le Livre d'Oscar
43. Les chapeaux se sauvent
44. La curiosité est un vilain défaut
45. Les Câlins
46. Les Oreilles sales
47. La Chaussette de Nounours
48. L'Écho
49. Une polka pour les marionnettes
50. Gline-Gline, petit chat
51. Nounours fait la vaisselle
52. Le Boa d'Émilia
53. Pirouette cache ses bonbons
54. La Comptine de Nounours
55. Maman ours a du chagrin
56. La Culotte de Pirouette
57. Les Cigales et la Fourmi
58. Un peu de musique
59. Les Bulles
60. Oscar a mal aux dents
61. Le Marteau d'Oscar
62. Le Farceur
63. Un Nounours fatigué
64. Le Toboggan
65. La Leçon de géographie
66. Les Marmottes musiciennes
67. Poèmes et Comptines
68. Les Sifflets
69. Grève chez les ours
70. Les Mensonges
71. Un gros rhume
72. Le Cirque
73. Histoires d'ours
74. Des marmottes très turbulentes
75. Au coin du feu
76. Le Casque de Pirouette
77. Oscar ne veut plus se montrer
78. Marchand de ballon

### Quatrième saison (203 épisodes)
1. 6 Épisodes Pilotes
2. Le Retour
3. L'Étoile des petits
4. Comptine de la souris verte
5. Monsieur Pom Pom Pom
6. Cache-cache
7. Le Pyjama de Nicolas
8. Le Portrait
9. Nounours joue de l'harmonica
10. Annonce de l'arrivée d'Oscar
11. Arrivée d'Oscar
12. Oscar fait des bêtises
13. La Toilette d'Oscar
14. La Ronronnette de Nounours
15. La Souris d'Oscar
16. Oscar rentre chez lui ou Dodo mon ourson (DVD)
17. La Pêche à la ligne
18. Les Coquillages
19. Maman
20. Pimprenelle la la
21. Les Rêves
22. La Dent de lait de Pimprenelle
23. La Petite souris est passée
24. Gros Nounours fait ses courses
25. Mamans
26. Gros Nounours est de mauvais poil
27. Changement de prénom
28. Je m'invite ou je m'invite pas
29. Gros Nounours et le Marchand de sable
30. Voici la fin de journée
31. Balthazar le poisson rouge
32. Une belle surprise
33. Pauvre Balthazar
34. Nicolas et Oscar font des bêtises
35. Oscar ne veut pas changer
36. Oscar est malade
37. Nounours aussi est malade
38. Retour chez maman
39. Pas de vent
40. Gros Nounours star
41. La Fée Carabosse
42. Gros Nounours enroué
43. Les Chérubins
44. Si c'est pas toi
45. Gros Nounours a les oreilles sales
46. Gros Nounours veut du rythme
47. Pimprenelle sorcière
48. Le Ballon musical
49. 2 et 4 pattes
50. Grand-père ou Nicolas grand-père (DVD)
51. Retour de vacances
52. Pimprenelle est belle
53. L'École
54. Nounours et les Cerises
55. Les Petits Fleuristes
56. Dis-moi, petit marchand de sable ou Chanson du Marchand de Sable (DVD)
57. Pimprenelle est amoureuse
58. Fin d'un amour
59. La Chanson de l'échelle
60. La Fiancée de Nicolas
61. Une visite inattendue
62. Pinpin est installé
63. Oscar emprunte la chemise
64. Câlins nounours
65. Où sont donc les enfants ?
66. Oscar a ses nerfs
67. Fin de séjour
68. Le Troc chaud
69. Nounours a le hoquet
70. Nounours a le stress
71. Merci merci
72. Ils sont sages ces petits
73. Nounours bébé
74. La Dent de lait de Nicolas
75. Titine la câline
76. Les enfants dorment déjà
77. Nicolas papillon
78. Oscar ne veut pas manger
79. Là j'éteins la lumière
80. Des cadeaux pour les maîtresses
81. Ah ! cette Titine !
82. Chantons
83. Les Tirelires
84. Des enfants économes
85. Je suis Gros Nounours
86. Gros Nounours est de sortie
87. Titine postière
88. L'Étoile des petits
89. Je cherche après Titine
90. Oscar fait la vaisselle
91. Quand je serai grand
92. Dessine-moi un mouton
93. Nicolas zappeur
94. Où est cachée la surprise de Nounours ?
95. Nounours a de l'eau dans les oreilles
96. Guillaume Tell
97. Les Ballons
98. Trop gros Nounours
99. C'est pour toi, petit marchand de sable
100. Nounours grand cuisinier
101. Nicolas dit non
102. Nounours fait le fou
103. Regardons le ciel
104. Gros Nounours branché
105. Voilà patron j'arrive !
106. Plif Plaf Plouf
107. Attention les lascars, voilà Oscar !
108. Oscar et Nicolas font le ménage
109. Qu'est-ce donc ce papillon ?
110. Le Roudoudou Waou !
111. Les Indiens
112. Oscar est triste
113. Un départ heureux
114. Un tamanoir au tableau noir
115. Nounours est trop gourmand
116. Non et non et renon
117. Bonne fête Nicolas
118. Sur son petit nuage
119. Des enfants qui se chamaillent
120. Nounours joue de l'accordéon
121. Nounours amène du miel et le mange
122. Les Parapluies
123. De la fumée dans le ciel
124. Des enfants élégants
125. Il n'y a plus d'enfants
126. Pimprenelle hypnotiseuse
127. Un retour agité
128. Toujours prêts les petits
129. Plif Plaf Plouf dans la cuisine
130. Les Masques
131. Un cadeau tombé du ciel
132. Pimprenelle fait des bêtises
133. Le Petit Fantôme
134. Tonio est gourmand
135. Ne fais pas le clown, Nounours
136. Oh ! les beaux pâtés
137. Deux enfants très propres
138. Nicolas fait pipi au lit
139. Un petit dinosaure dans la maison
140. Au revoir Nounours
141. Les Champs-Élysées
142. La Lune ou Bonsoir Madame La Lune (DVD)
143. Je te tiens par la barbichette
144. La Belle au bois dormant
145. Un petit roudoudou pour Titine
146. Ces enfants terribles
147. Nicolas a les oreillons
148. Nicolas est presque guéri
149. La Fête des fleurs
150. Une échelle, ça sert à quoi ?
151. Où est Gros Nounours ?
152. Le Bateau de Nicolas
153. Captain Nounours
154. La Tarantelle
155. Qui fait quoi ?
156. Jour de fête
157. Les Bruits d'Oscar
158. Oscar aime les confitures
159. Où est Oscar ?
160. Câlins cadeaux
161. Oscar fait la cuisine
162. Oscar est insupportable
163. Oscar craque
164. Refus de dodo
165. Ce n'est pas moi
166. La Photo de Zézette
167. Un nounours très propre
168. Changement de lit
169. Mon beau camion
170. La Course automobile
171. Bonbons et Confitures
172. Le Mot de passe
173. Pimprenelle et les Nuages
174. Plif Plaf Plouf dans le noir
175. Les Métiers
176. Roudoudou Waou sur le nuage
177. Pour devenir grand
178. Les Petits Karatékas
179. Toujours beaux
180. Comme mon tonton
181. Na, j'me zappe !
182. À bientôt Oscar
183. La Longue-vue de Nicolas
184. Un ciel fort encombré
185. Dis-nous Gros Nounours ou Qu'y a-t-il dans le ciel (DVD)
186. Une curieuse rougeole
187. Nicolas a pris froid
188. Nicolas et la Lune
189. Le Devoir de calcul
190. Un nuage en fleurs
191. Roudoudou Waou
192. Un air de pipeau
193. Écoutez ma voix
194. La lampe est restée allumée
195. Pas de sable
196. Le Roi des petits
197. Faisons connaissance
198. Bon anniversaire Nounours

## Musique
Le générique de début de l'émission est une mélodie du folklore gallois intitulée Dunmow Flitch et interprétée par le Quatuor Syrinx.
Le générique de fin est Que ne suis-je la fougère, une mélodie attribuée à Giovanni Battista Pergolesi ou Antoine Albanèse, transcrite pour flûte à bec par Jean-Michel Defaye et interprétée en solo par Antoine Berge, mort à l'âge de 87 ans le 23 octobre 2014, à Fourneville (Calvados),.
Le son du sable qui tombe est exprimé en musique par un glissando de harpe dont les notes varient selon les séries : le compositeur utilise d'abord[Quand ?] la gamme par tons (ré, mi, fa, sol, la, si et ré).[réf. nécessaire]
La musique originale a été publiée sous le titre Bonne nuit les petits par Philips (45 tours EP 432.979 BE, 1963).

## Diffusion dans les autres pays

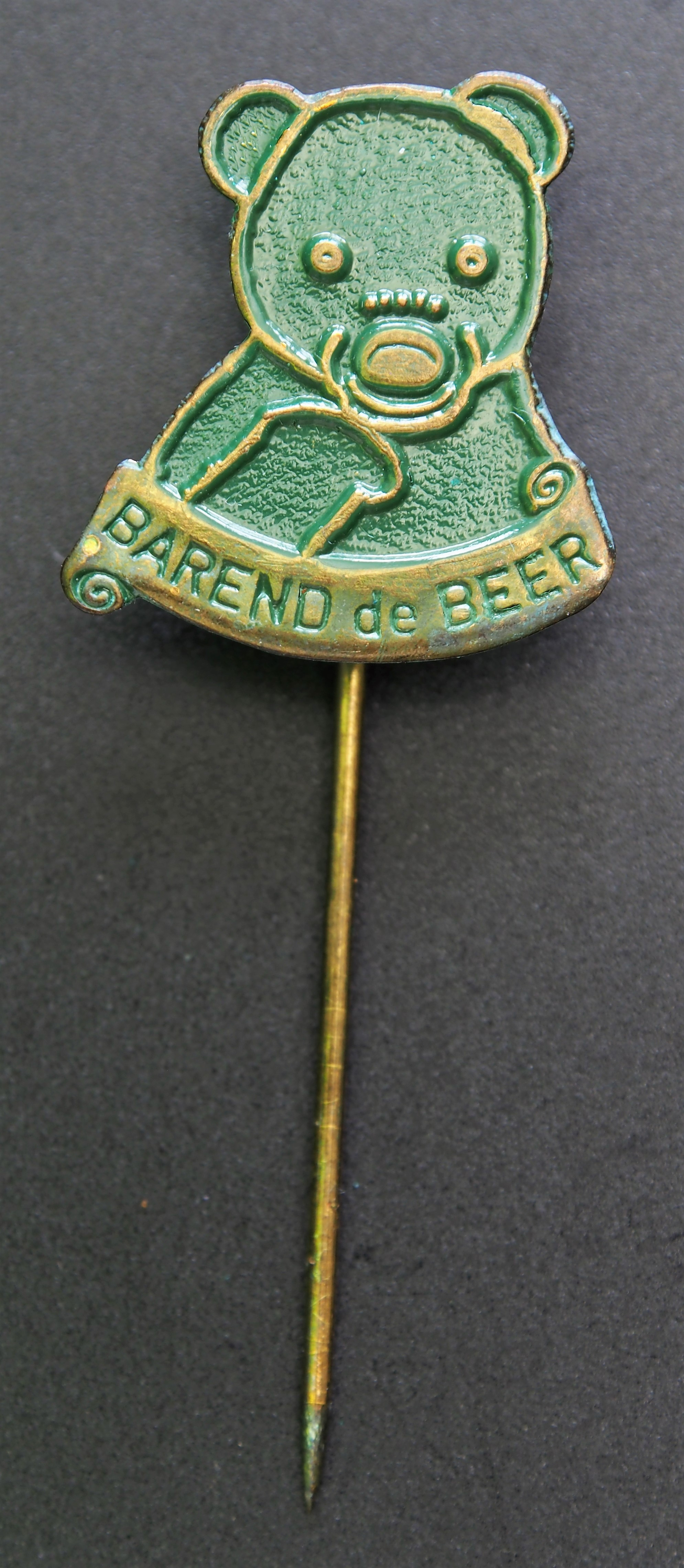
Épingle publicitaire représentant Barend de Beer (Nounours en néerlandais)

Cette série a été diffusée aux Pays-Bas sous le nom de Barend de Beer (Barend l'ours), tout d'abord diffusée en 1964 par les chaînes catholiques de télévision KRO et NCRV, puis à partir de mars 1965 par la chaîne publique NPO, jusqu'en 1968, avec la voix de l'acteur Jan Duiveman pour Nounours. La série fut également diffusée par la RTBF durant les années 1960.

## Autour de la série
Dans les années 1960, Nounours se rendait dans les hôpitaux pour soutenir le moral des enfants malades.
L'indicatif musical, transposé à l'accordéon, a été réutilisé par le groupe Casse-Pipe comme introduction et final de la reprise de la chanson La Coco des enfants sages, écrite, composée et publiée initialement par Patrick Modiano et Hughes de Courson dans l'album Fonds de tiroirs (1993). Cette reprise renforce le contraste entre l'univers enfantin et la toxicomanie.
Une série parodique et humoristique pour adultes avertis, jouée par des acteurs et non des marionnettes, et d'une durée d'environ une minute, a été diffusée régulièrement sur Canal+ dans l'émission Nulle part ailleurs pendant la saison 1992-1993. Karl Zéro, Daisy d'Errata, Antoine de Caunes et Albert Algoud y incarnaient respectivement Nicolas, Pimprenelle, le Marchand de sable et Nounours puis dans Les Guignols de l'info en 2002.
En 1998, une adaptation américaine de la série intitulée Nounou Time (Temps de Nounou [sic]) a été diffusée sur certaines chaînes de PBS dans le cadre de l'émission de courte durée Someday School. Les marionnettes ont été radicalement repensées, avec des personnages ressemblant à ceux des Muppets, et Ulysse le marchand de sable a été remplacé par un nouveau personnage d'horloge nommé Timothy Timekeeper. La série a été élargie, contenant une composante matinale en plus des composantes typiques de la nuit, et comprenait de nouvelles chansons écrites parr Jeff Barry.
En 2001, "Bonne nuit les petits" est plébiscitée par les Français comme "incontournable de la télévision". Un timbre est édité à l'effigie des personnages dans la collection "Le siècle au fil du timbre".
La chanson de Noir Désir Gagnants / Perdants (Bonne nuit les petits) (2008) fait ouvertement référence à cette émission : Nicolas Sarkozy et Carla Bruni y sont comparés à Nicolas et Pimprenelle.
En 2012 a été tourné un double épisode anniversaire inédit (diffusé pendant les fêtes de Noël sur La Chaîne du père Noël)[réf. nécessaire]. En décembre de la même année, Google a rendu hommage à la série à l'occasion du 50e anniversaire de sa première diffusion, en créant un Doodle reprenant Nounours, Nicolas, Pimprenelle et le Marchand de sable.
En 2014, le dessinateur Régis Hector et la famille Laydu créent la première bande dessinée des aventures de Nounours, Nicolas, Pimprenelle et Oscar. L'album no 1, La Tête dans les nuages (éditions OREP), est publié en septembre 2014. En avril 2016 sort le volume 2 Quel cirque ! (éditions OREP).
En avril 2015, les personnages de Bonne nuit les petits montent pour la première fois sur scène au théâtre Saint-Georges dans une comédie musicale de Christine et Jean-Baptiste Laydu, musique de Christophe Boulanger et Jean-Michel Defaye, intitulée Gros Nounours et le Sac aux trésors avec Yann Moczadlo (Nounours), Claire Butard (Nicolas), Aurore Luiz (Pimprenelle), Camille Ouin (Oscar), Luciano Di Marca (Gros Vilain et le Marchand de sable) et les voix de Philippe Catoire (Nounours et Gros Vilain), Jean-Baptiste Laydu (le Marchand de sable), Brigitte Lecordier (Nicolas), Barbara Tissier (Pimprenelle), Linette Lemercier (Oscar) et Virginie Coutin (Madame La Lune et Tibidi). Devant le succès rencontré, le spectacle a repris du 4 octobre au 30 décembre 2015. Suivra une tournée en France et à l'étranger.
En décembre 2019, selon les propres déclarations de Sophie Davant lors de l'émission Affaire conclue face à Jean-Baptiste Laydu, fils du créateur de la série accompagné de la marionnette Nounours, l'animatrice a reconnu sur le plateau avoir choisi le prénom de ses enfants en référence à cette série qu'elle regardait durant son enfance.
En mai 2021 est publié aux éditions LC un nouvel ouvrage, Les rébus de Gros Nounours, qui invite les enfants et leurs parents à déchiffrer trente rébus en se promenant dans l'univers photographique de Bonne nuit les petits.
En octobre 2021, les personnages montent à nouveau sur scène au théâtre de l'Alhambra à Paris dans une nouvelle comédie musicale, Tous avec Magic Nounours !, co-écrite par Christine, Dominique et Jean-Baptiste Laydu, mise en scène et produite par Wilfried Richard. Elle allie l'univers de Bonne nuit les petits et la magie.
Le 9 février 2022, Gros Nounours rejoint la communauté des célébrités du site de dédicaces par vidéos personnalisées, Memmo.meet, le 5 novembre 2022, celle de Vidoleo. Le 23 novembre 2024, Gros Nounours ouvre le prime time spécial 30 ans des enfants de la télé sur France 2